# Chiaramonti (Olaszország)
Chiaramonti település Olaszországban, Szardínia régióban, Sassari megyében. Lakosainak száma 1532 fő (2023. január 1.). Chiaramonti Ardara, Erula, Martis, Ozieri, Perfugas, Ploaghe és Nulvi községekkel határos.

## Népesség
A település lakossága az elmúlt években az alábbi módon változott:
| Lakosok száma | 1640 | 1623 | 1532 |
|               | 2017 | 2018 | 2023 |